# Kopeč (přírodní rezervace)
Přírodní rezervace Kopeč o rozloze 9,1415 ha byla vyhlášena roku 1946.Je jedním z nejstarších chráněných území ve Středních Čechách. Leží v okrese Mělník a spadá pod katastrální území vesnice Kopeč, jež je součástí obce Úžice. Je tvořena malými kopci a protáhlými hřebínky sopečného původu (Kopeč, Homolka, Kozí hřbety). Důvodem ochrany je výskyt společenstev teplomilných trávníků a skalních výchozů se vzácnými a ohroženými druhy rostlin.

## Poloha

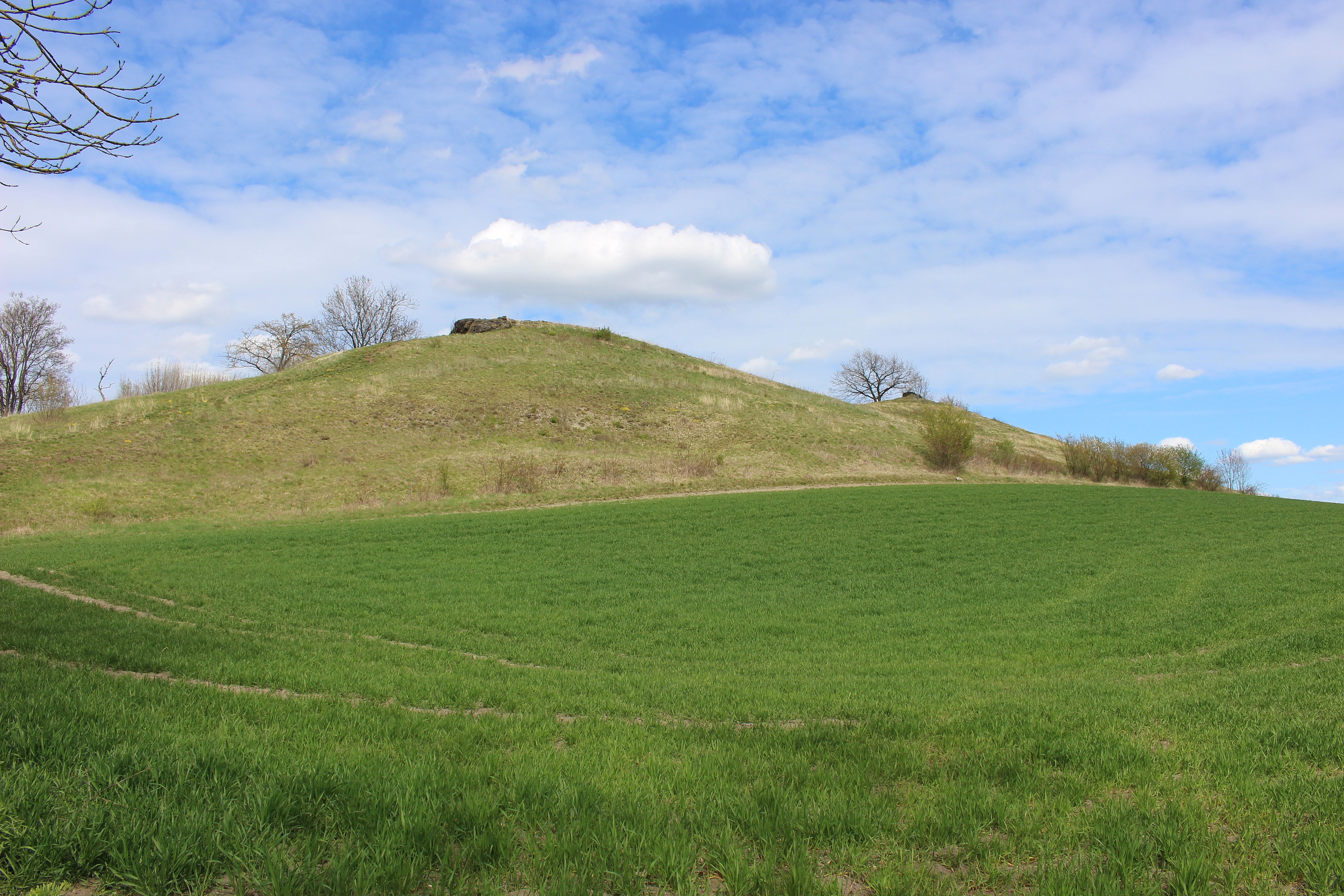
Dlouhý vrch

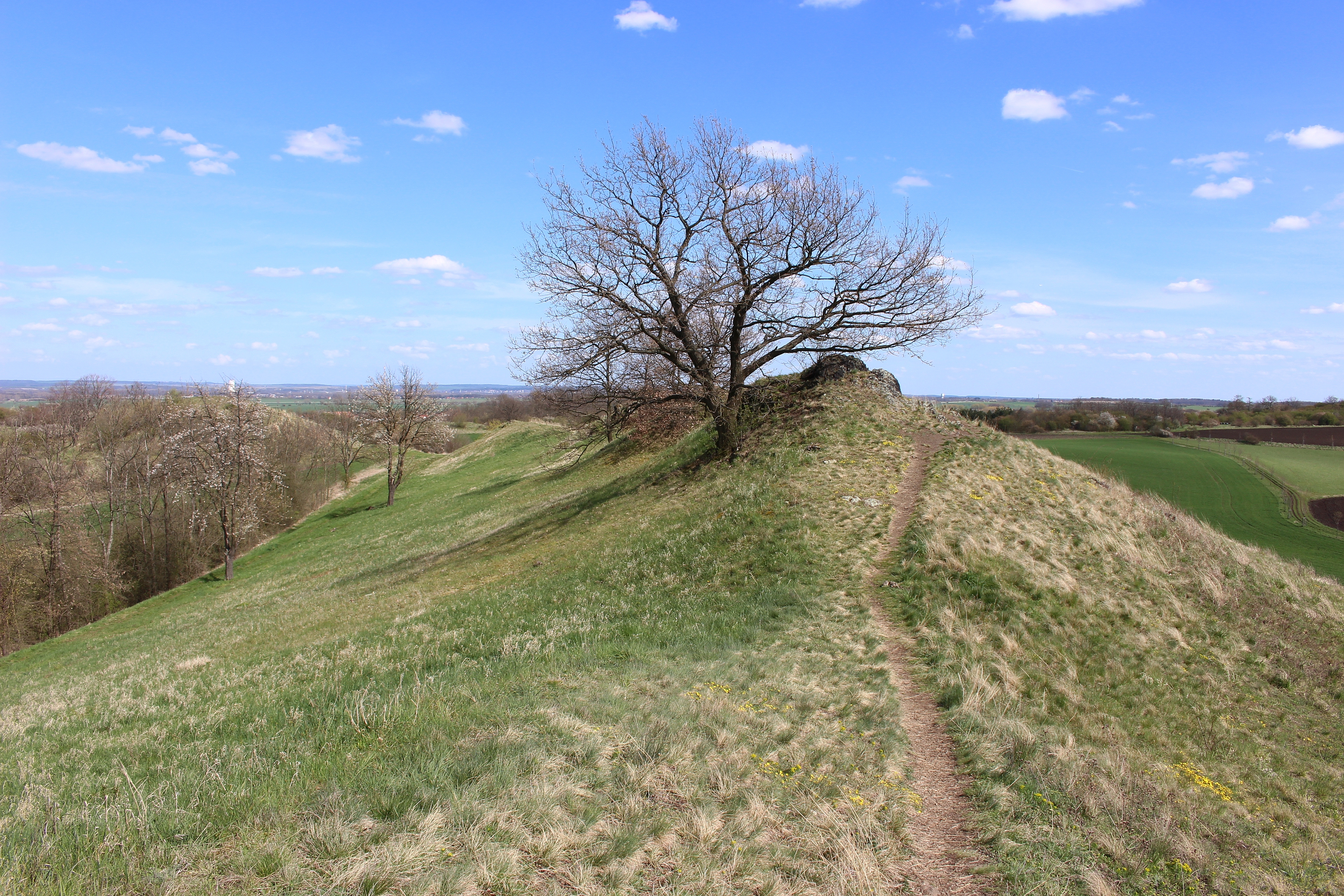
Hřeben Dlouhého vrchu

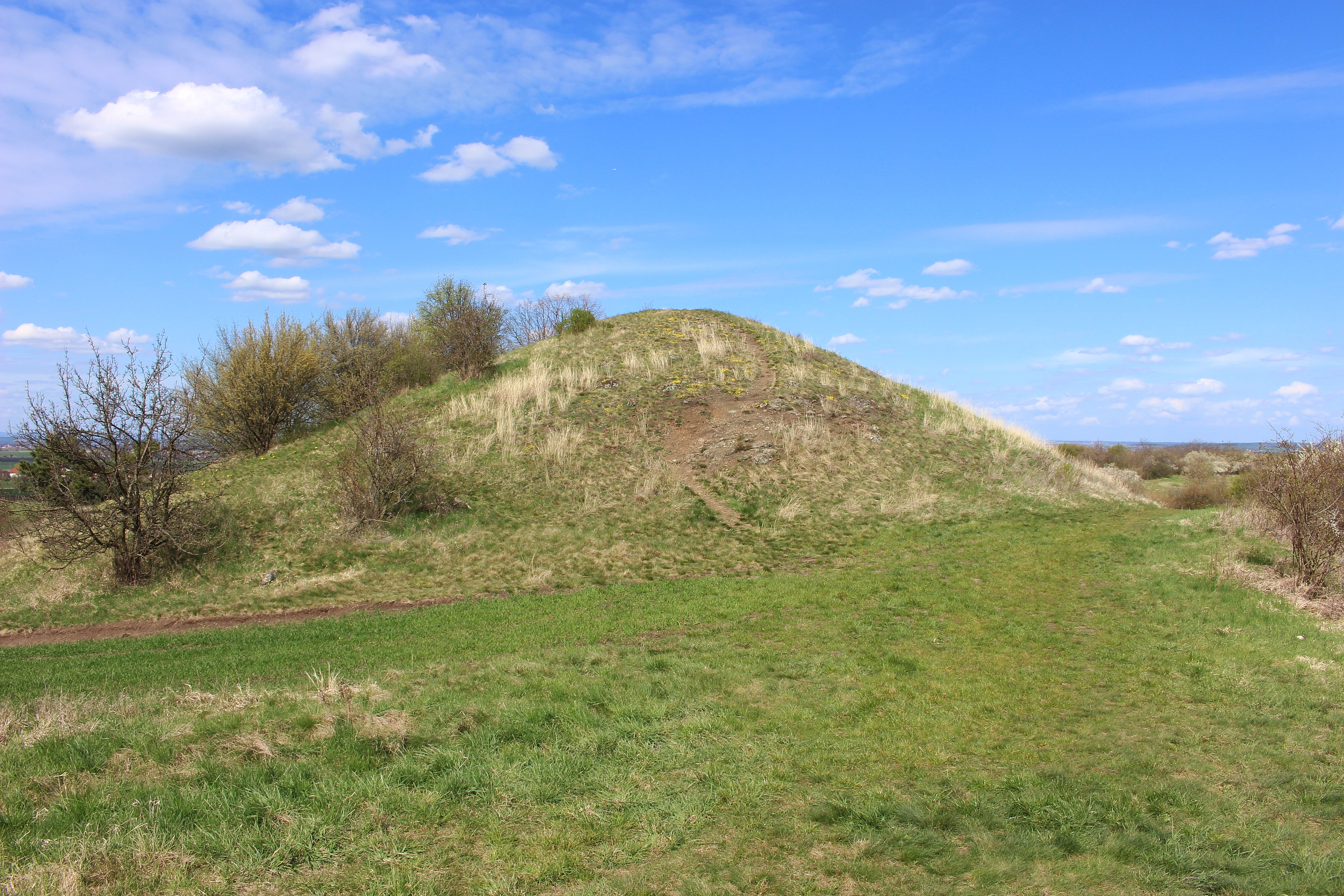
Homolka

Přírodní rezervace Kopeč, uskupení kuželovitých kopečků a protáhlých hřbetů vystupujících v rovné krajině Polabí, se nachází severně od města Odolena Voda nad domy stejnojmenné vesničky. Název je s největší pravděpodobností odvozen od bezlesé stepní vyvýšeniny, která zdola vypadá velmi majestátně až mohutně. Je tvořena tmavou čedičovou horninou zvanou nefelinit a spolu s navazujícími Kozími hřbety a Homolkou vytváří v terénu výrazný podkovovitý útvar, který je k severu otevřen. Rezervace je v katastru vesnice Kopeč, která je součástí obce Úžice. Rezervaci o rozloze 9,1415 ha obklopuje ochranné pásmo o výměře 12,2556 ha. Nejnižší bod rezervace má nadmořskou výšku 196 metrů a nejvyšší má 225 metrů. Okolo chráněného území se rozléhá převážně intenzivně zemědělsky využívaná krajina.

## Historie
Přírodní rezervace Kopeč byla vyhlášena 3. února 1946 s rozlohou dva hektary. Patří k nejstarším chráněným územím ve Středočeském kraji.
Tyto pahorky vznikly v důsledku sopečné činnosti v období terciéru. Geologové popisují tuto vulkanickou soustavu jako dříve souvislý lávový lem, který se nacházel kolem oválného hrdla vulkánu.
V roce 1956 byla rezervace poškozena výsadbou cizích dřevin, které se postupem času rozrostly a dnes se kvůli ochraně stepní vegetace pracuje na jejich složitém odstranění.
Rezervace byla nově vyhlášena 7. června 2006 nařízením Rady Středočeského kraje. Vyhlášení se týkalo rozšíření, které bylo navrženo již v roce 2005. V tomto roce se zde uskutečnil botanický průzkum, při němž byl zjištěn výskyt velkého množství zvláště chráněných a ohrožených druhů rostlin. Velká část z těchto druhů se vyskytuje pouze v části navržené na rozšíření nebo má v těchto místech bohatší výskyt než ve dříve vyhlášené přírodní rezervaci. Celková rozloha nově vyhlášené přírodní rezervace je 9,14 hektaru.

## Přírodní poměry

### Geologie
Terciérní podloží je tvořeno čedičovými horninami (augitit), křídovými sedimenty ze svrchního cenomanu) a starohorními vyvřelinami (bazalty – spility), které jsou na úpatí svahu. Nižší část mezi kopečky je vyplněna sopečnými tufy komínové brekcie. Půda je zde mělká, skeletovitá, typu rendzin až rankerů. 
Kopeč leží v oblasti České křídové pánve. Na území Českého masivu, blíže pak České křídové tabule, se v období třetihor začalo utvářet zdejší geologické podloží. Tato lokalita patří mezi severočeské alkalické neovulkanické provincie. Výrazné je zde zejména morfologické vystupování vulkanitu. Ten zde vytváří soustavu kuželovitých kopečků a podlouhlých hřebínků umístěných do tvaru půlkruhu. Jsou jimi Kopeč, Homolka a Kozí hřbety, někdy také nazývané jako Dlouhý vrch nebo Dlouhé hory. Límec soustavy je zpevněn lávovou čedičovou horninou, jež někteří považují za tři divergentní strmé žíly. Avšak tomu neodpovídá vnitřní stavba vulkanitu, signalizující ploché uložení. Mohlo by jít o okraj kráteru o mocnosti 5 až 15 metrů, který byl erozí otevřen. Vyvýšené prodloužení východní strany obruby kráteru je pouze zdánlivé, jelikož tuto část utváří skály proterozoického metabazaltu. Třetihorní část je tvořena bazaltoidem a čedičovou vulkanickou brekcií, jež obsahují hodně xenolitů křídových sedimentů a menší množství hornin protozoického skalního podkladu. Horniny obsahují minerály sodalitové skupiny, magnetit, analcim, akcesorický apatit, rhönit, nefelín, čedičový amfibol a sklo. Na severozápadním okraji diatrémy vystupují křídové slíny, avšak vzájemný dotyk s vulkanitem odkrytý není.

### Flora
Na svazích a návrších jednotlivých pahorků nalezneme, pro toto území významná společenství xerotermních trávníků. Tato společenství tvoří například ostřice nízká (Carex humilis), kostřava walliská (Festuca valesiaca), hlaváček jarní (Adonis vernalis), hlaváč žlutavý (Scabiosa ochroleuca), černýš rolní (Melampyrum arvense), divizna brunátná (Verbascum phoeniceum), válečka prapořitá (Brachypodium pinnatum), druhy rodu smělek (Koeleria), řimbaba chocholičnatá (Pyrethrum corymbosum) nebo tužebník obecný (Filipendula vulgaris).
Tato území jsou na některých místech znehodnocena expanzí travin, například ovsíkem vyvýšeným (Arrhenatherum elatius) nebo zatím méně častou třtinou křovištní (Calamagrostis epigejos) a výskytem nepůvodních dřevin, které zde byly v minulosti vysazeny.
Nižší plochy mezi pahorky jsou utvořeny sopečnými tufy komínové brakcie. V těchto místech dochází snadno ke zvětrávání, které umožňuje obohacování půdy o vápník. Proto zde nalezneme kromě silikofilních druhů i druhy, které vyhledávají nebo minimálně snášejí bazický podklad. Jsou jimi kazivec rakouský (Astragalus austriacus), válečka prapořitá, vlnice chlupatá (Oxytropis pilosa) a nebo zvláštně chráněný hlaváček jarní.
Vyskytují se zde ale i další ochranářsky významné druhy jako jsou bělozářka liliovitá (Anthericum liliago), Koniklec luční (Pulsatilla pratensis subsp. bohemica), divizna brunátná (Verbascum phoeniceum), kazivec dánský (Astragalus danicus), vzácný kazicec český (Gagea bohemica), pryskyřník ilyrský (Ranunculus illyricus) a dvojštítek hladkoplodý (Biscutella laevigata)

### Mykologie
V rezervaci se vyskytují teplomilné břichatkovité houby jako například prášivka žaludicovitá (Bovista tomentosa), prašnatka kořínkatá (Gastrosporium simplex), žaludice lysá (Disciseda calva), také hvězdovky jako například hvězdovka drsná (Geastrum campestre), hvězdovka bradavková (Geastrum corollinum), hvězdovka kvítkovitá (Geastrum floriforme), hvězdovka pastvinná (Geastrum schmidelii).

### Fauna

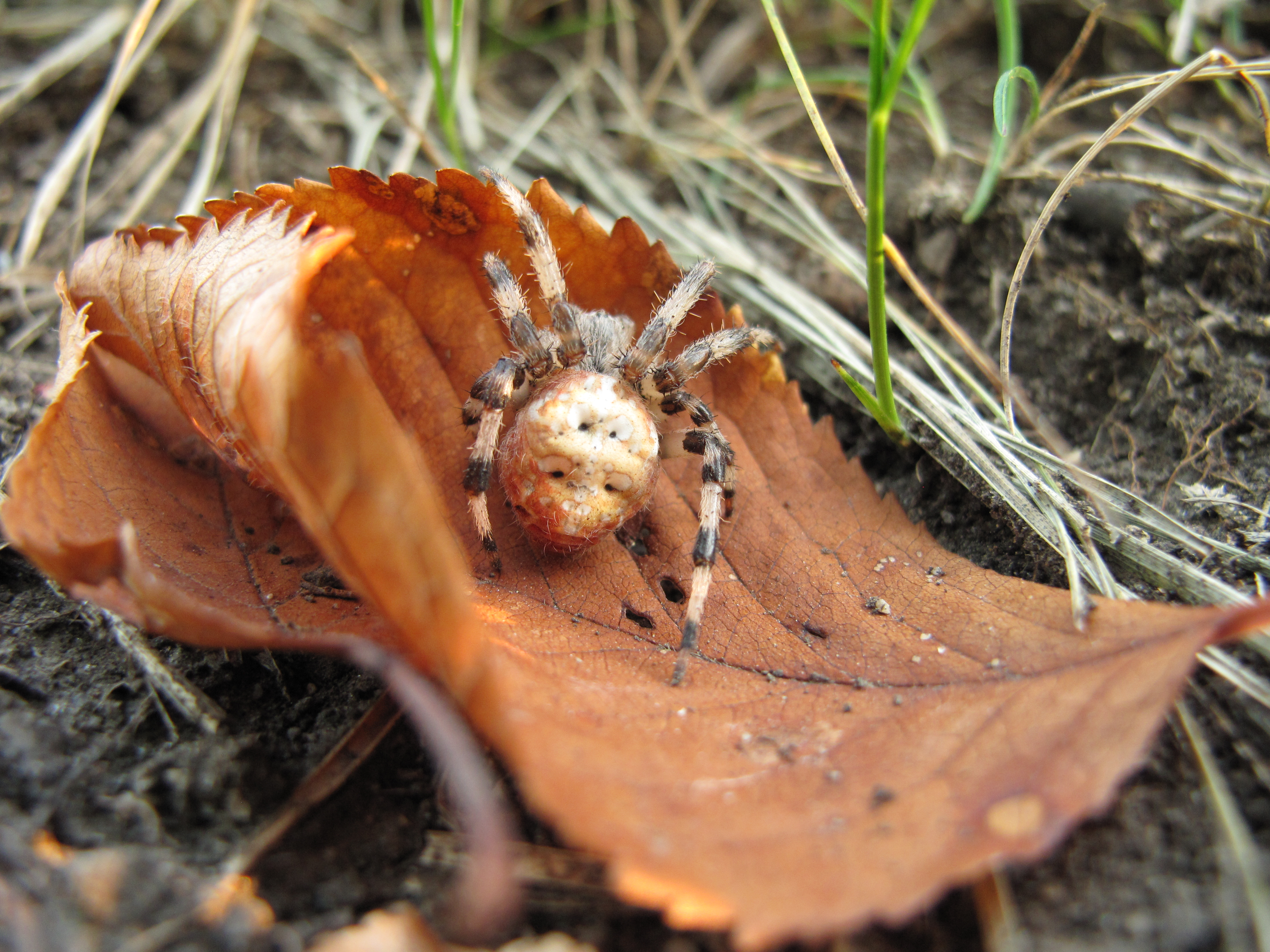
Křižák čtyřskvrnný - PR Kopeč

V přírodní rezervaci Kopeč nalezneme významnou xerotermní faunu bezobratlých. Jsou zde vzácní teplomilní pavouci plachetnatky (Lepthyphantes geniculatus, Centromerus capucinus, Panamomops inconspicuus), běžníci (Xysticus striatipes, X. acerbus), slíďáci (Pardosa bifasciata, Trochosa robusta) pavučenky (Nematogmus sanguinolentus) a stepník rudý (Eresus cinnaberinus).
Ze zástupců hmyzu zde byla viděna kobylka (Bicolorana bicolor) pak také vzácná sarančata (Stenobothrus vagans, Oedipoda coerulescens). Dále zde byly zdokumentovány vzácné, patrně stepní druhy much pestřic (Geomyza breviseta, G. hendeli), ploštiček (Drymus pilipes, D. latus) a klopušek (Polymerus asperulae, Placochilus seladonicus).
Vyskytují se zde i fytofágní brouci a to z čeledí mandelinkovitých či nosatcovitých. Z mandelinkovitých zde byly zjištěny reliktní druhy Cryptocephalus pygmaeus, Luperus flavipes, Psylliodes thlaspis a P. toelgi. Z nosatcovitých bezkřídlé stepní druhy Omias rotundatus, Peritelus leucogrammus, Ceutorhynchus coerulescens a C. parvulus. 
Ze zástupců měkkýšů zde byly zaznamenány druhy jako jsou reliktní stepní suchomilka Helicopsis striata, Chondrula tridens a Pupilla muscorum. 
K vidění zde mohou být i ptáci jako je sedmihlásek hajní (Hippolais icterina), pěnice hnědokřídlá (Sylvia communis), stehlík obecný (Carduelis carduelis), strnad luční (Miliaria calandra), bažant obecný (Phasianus colchicus), další druhy pěnic rodu Sylvia, kos černý (Turdus merula). 
Možné je zde spatřit i zástupce plazů, kterým je hojná ještěrka obecná (Lacerta agilis). 
Mezi zdejší savce patří myšice, hraboši, rejsci či ježek západní.

## Ochrana
Přírodní rezervace byla vyhlášena v roce 1946. Jejím nejdůležitějším cílem je ochrana teplomilné stepní vegetace na výhřevném skalním podkladu, k níž patří mimo jiné i velmi rozmanité a početné populace hmyzu.

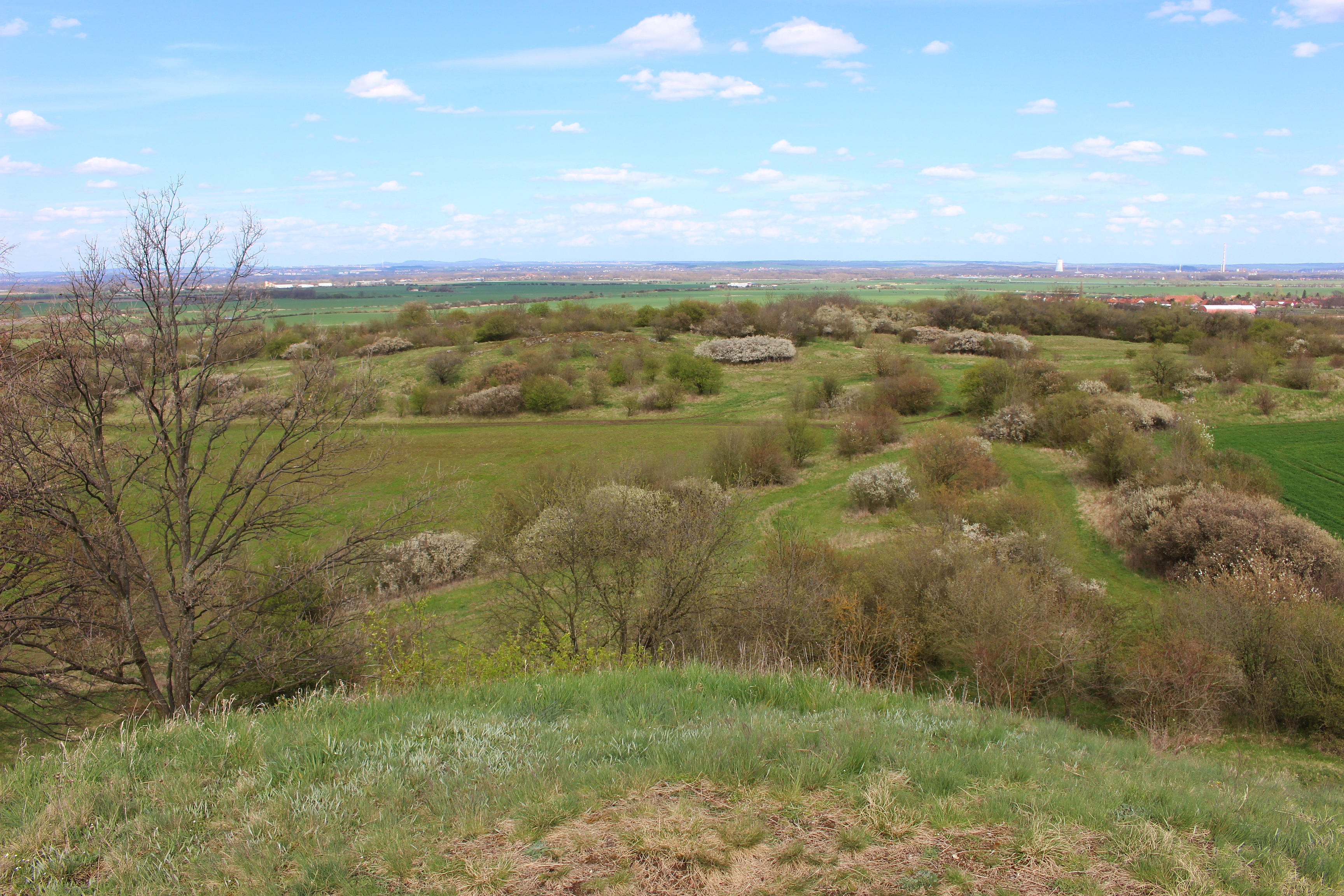
Pohled z vrchu Homolka na území připojené v roce 2006

Ze zástupců flóry se na území vyskytuje a ochraňuje například hlaváček jarní, bělozářka liliovitá, kavyl vláskovitý nebo pryskyřník ilyrský.
Z členovců je tato rezervace domovem především pro určité druhy pavouků či pro vzácného motýla modráska východního (Pseudophylotes vicrama). Ten však v posledních letech nebyl spatřen.
Toto území je z hlediska ochrany významné i geologicky. Nachází se zde rozptýlené alkalické vulkanity z oblasti české křídové tabule, které vznikly již v dobách terciéru. Patří do severočeské alkalické neovulkanické provincie. Nápadně zde vystupuje morfologický vulkanit a vytváří tak půlkruhovitě seřazenou soustavu kuželovitých kopečků a protáhlých hřbítků (Kopeč, Homolka, Kozí hřbety). Límec této soustavy je tvořen lávovou čedičovou horninou.  Důvodem ochrany je převážně výskyt magmatické horniny neovulkanit. Geologové doporučují zvýšit intenzitu ochrany celé oblasti.
Kvůli ochraně stepní vegetace jsou odstraňovány nepůvodní dřeviny, vysazené v roce 1956, které se průběhem času rozrostly. Z důvodu ochrany vzácných a ohrožených druhů rostlin a živočichů byla rezervace v roce 2006 rozšířena až na celkovou rozlohu 9,14 hektaru.

#### Plán péče

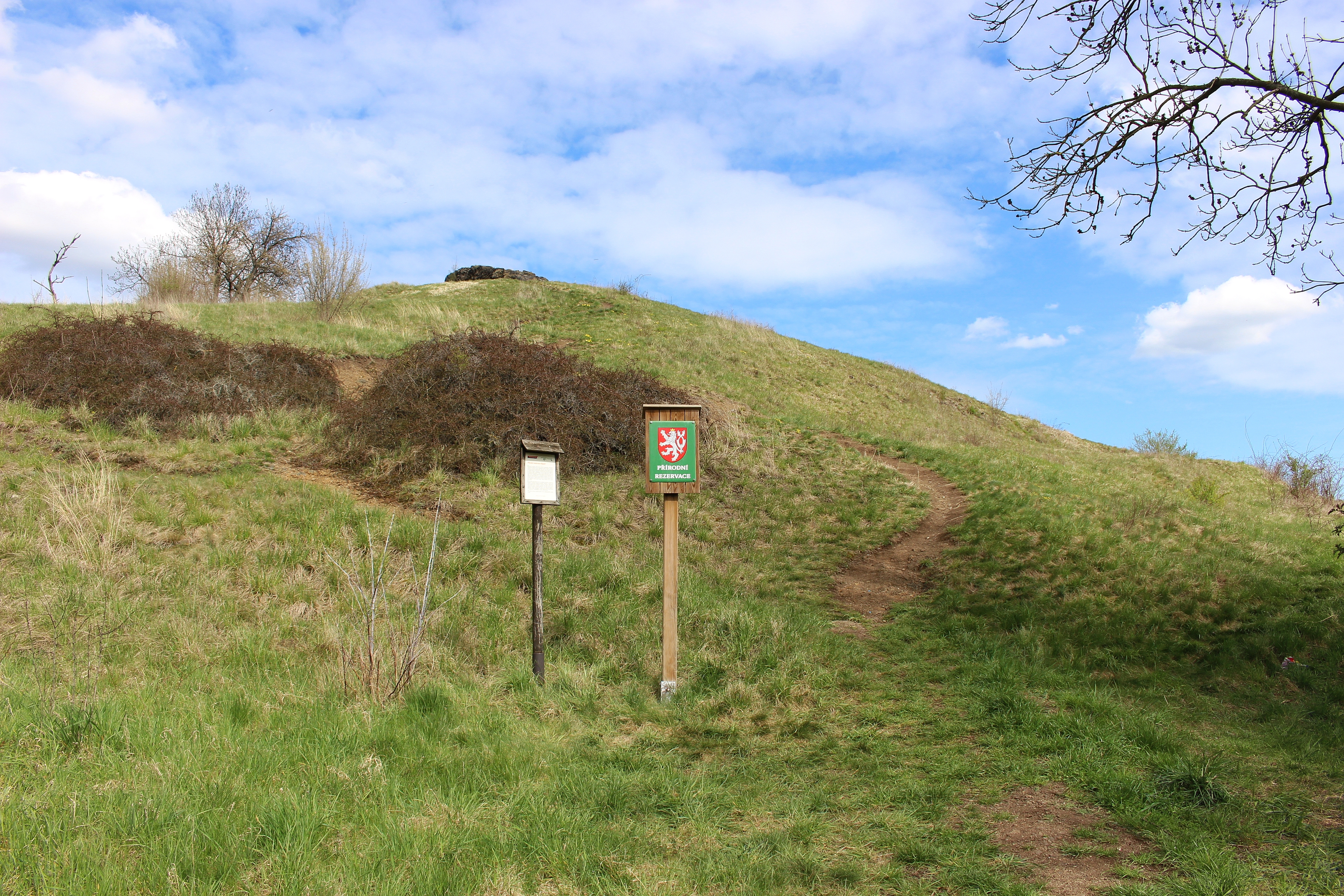
Označení rezervace

V rámci ochrany se realizuje kosení v pruzích a likvidace nepůvodních a náletových dřevin, díky čemuž jsou zachovávána velmi hodnotná xerotermní společenstva. Kosenou plochu by bylo vhodné rozšířit i na dosud nekosená místa a kromě toho také na daném místě eliminovat zbytky nepůvodních dřevin.
Méně vhodným jevem je pak spalování biomasy na severním svahu Dlouhého vrchu a to z důvodu následné expanze ruderálních druhů rostlin, jako je např. kakost smrdutý, pampeliška smetánka, hluchavka bílá, svízel přítula a pcháč oset. Spalování by bylo do budoucna možné realizovat např. při použití většího plechu, když by byl popel následně po vychladnutí nasypán do orné půdy mimo PR.
Velmi pozitivně lze mimo jiné hodnotit i likvidaci černých skládek včetně veškerých opatření vedoucí k předcházení vzniku skládek odpadků (např. zákazové tabule nebo osazení závor na přístupové polní cesty).

## Turismus
Vzhledem k nevelké rozloze není Kopeč příliš turisticky vytížená. Nevede sem žádná turistická ani cyklistická trasa. Prohlídka zabere nanejvýš hodinu. Je možné se sem dostat po silnici II/522 vedoucí od Postřižína a města Odolena Voda do Chlumína nebo hromadnou dopravou (železniční zastávka Netřeba a autobusová zastávka Úžice).